# 2-ブチン
2-ブチン（英: 2-butyne）は、分子式 C4H6、構造式 H3C−C≡C−CH3 で表されるアルキンの一種。ジメチルアセチレンとも呼ばれる。

## 生成
プロピンとヨードメタンから得られる。
{\displaystyle {\ce {CH3C\equiv {CH}+CH3I->CH3C\equiv {CCH3}+HI}}}

## 性質
常温では揮発性・可燃性のある無色の液体。2番目と3番目の炭素原子の間に三重結合を持つ。ハロゲン等と付加反応する。

## 安全性
高い引火性と刺激性を持つ。激しい重合反応・付加反応を起こす。消防法に定める第4類危険物 特殊引火物に該当する。